# Simion Ismailciuc
Simion Ismailciuc   (Chilia Veche, 13 de juliol de 1930 - Romania, 1 de novembre de 1986) fou un piragüista en aigües tranquil·les romanès que va competir durant les dècades de 1950 i 1960.
El 1956 va prendre part en els Jocs Olímpics d'Estiu de Melbourne, on disputà dues proves del programa de piragüisme. Formant parella amb Alexe Dumitru guanyà la medalla d'or en la prova del C-2, 1.000 metres, mentre en la del C-2, 10.000 metres fou cinquè.
En el seu palmarès també destaquen dues medalles d'or al Campionat del Món en aigües tranquil·les, el 1958 i 1963, així com cinc medalles al Campionat d'Europa, tres d'or i dues de plata entre les edicions de 1957 i 1965.
Una vegada retirat, el 1965, passà a exercir d'entrenador del Dinamo Bucarest.